# 花園駅 (大邱広域市)
花園駅（ファウォンえき）は、大韓民国大邱広域市達城郡にある大邱都市鉄道1号線の駅である。駅番号は（116）。

## 駅構造

### のりば
- 相対式ホーム2面2線の地下駅。フルスクリーンのホームドア設置駅。

| 地階                           | 出入口                                            | 出入口                     |
| 地下1階                        | 地下通路                                          | 出入口                     |
| 地下2階                        | コンコース階                                      | コンコース                 |
| 地下2階                        | コンコース階                                      | 自動券売機、改札口、トイレ |
| 地下3階                        |                                                   |                            |
|                                |                                                   |                            |
| 相対式ホーム、右側のドアが開く |                                                   |                            |
| 上りホーム                     | ←●1号線上り 舌化椧谷方面（舌化椧谷駅）            |                            |
| 下りホーム                     | →●1号線下り 半月堂・中央路駅・安心方面（大谷駅）→ |                            |
| 相対式ホーム、右側のドアが開く |                                                   |                            |

### 駅出口
- 1番出口：花園郵便局、花園三叉路、花園東山方面、達城方面
- 2番出口：花園初等学校
- 3番出口：花園邑事務所
- 4番出口：大邱銀行花園支店、川内嶺南マンション方面

## 画像

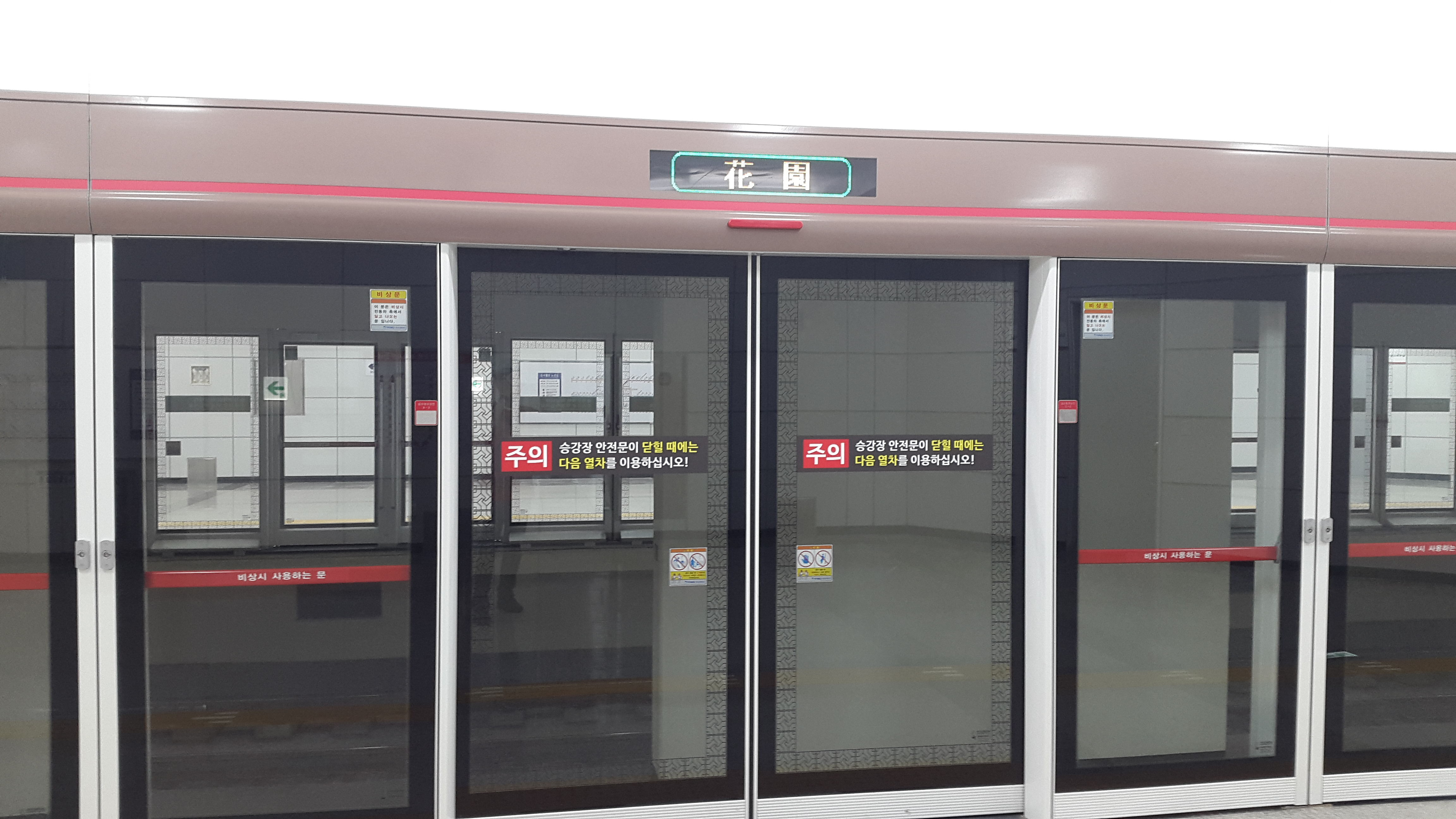
ホームドア案内標（駅名表示時）
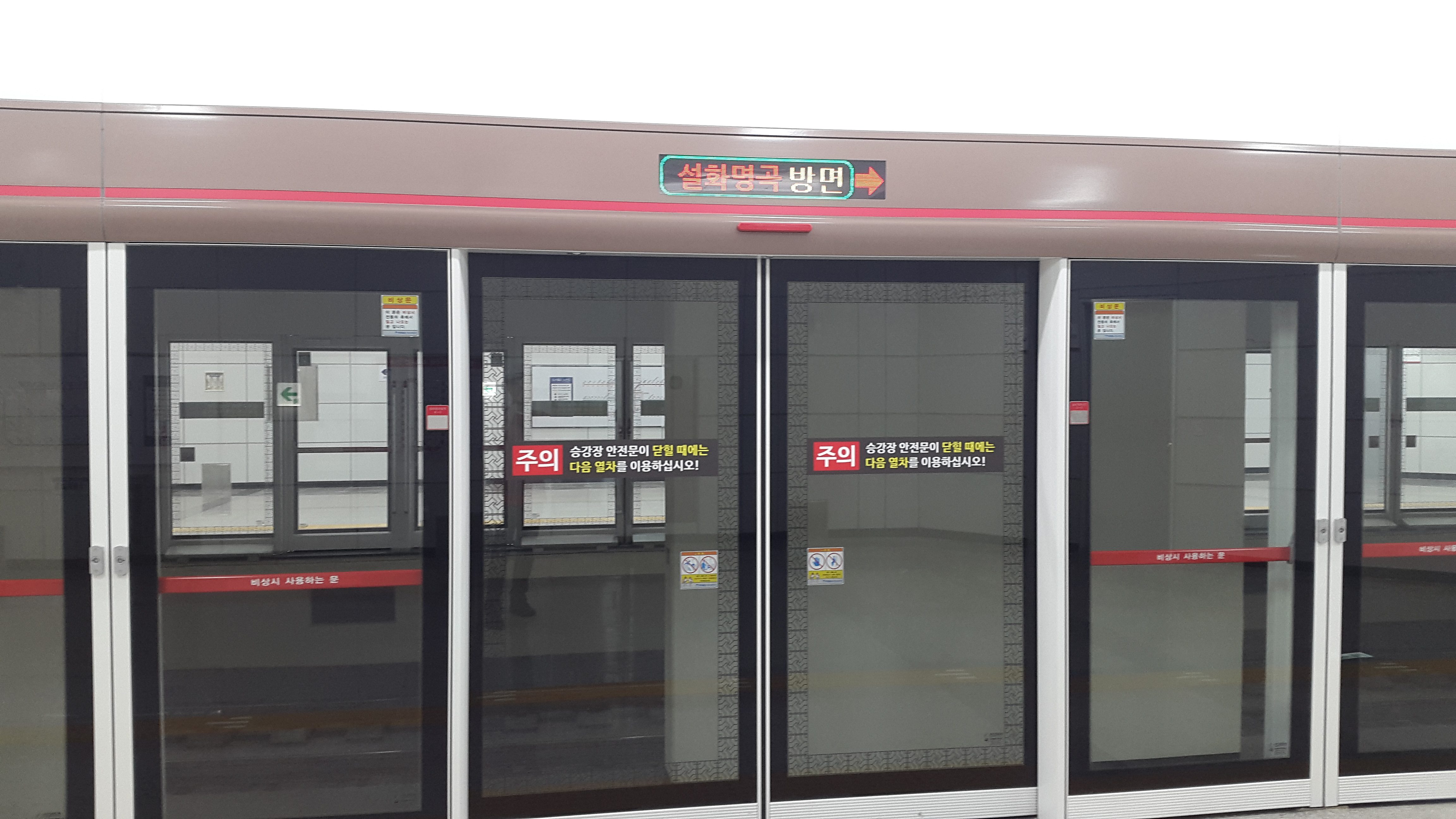
同左（次駅の舌化椧谷案内表示時）
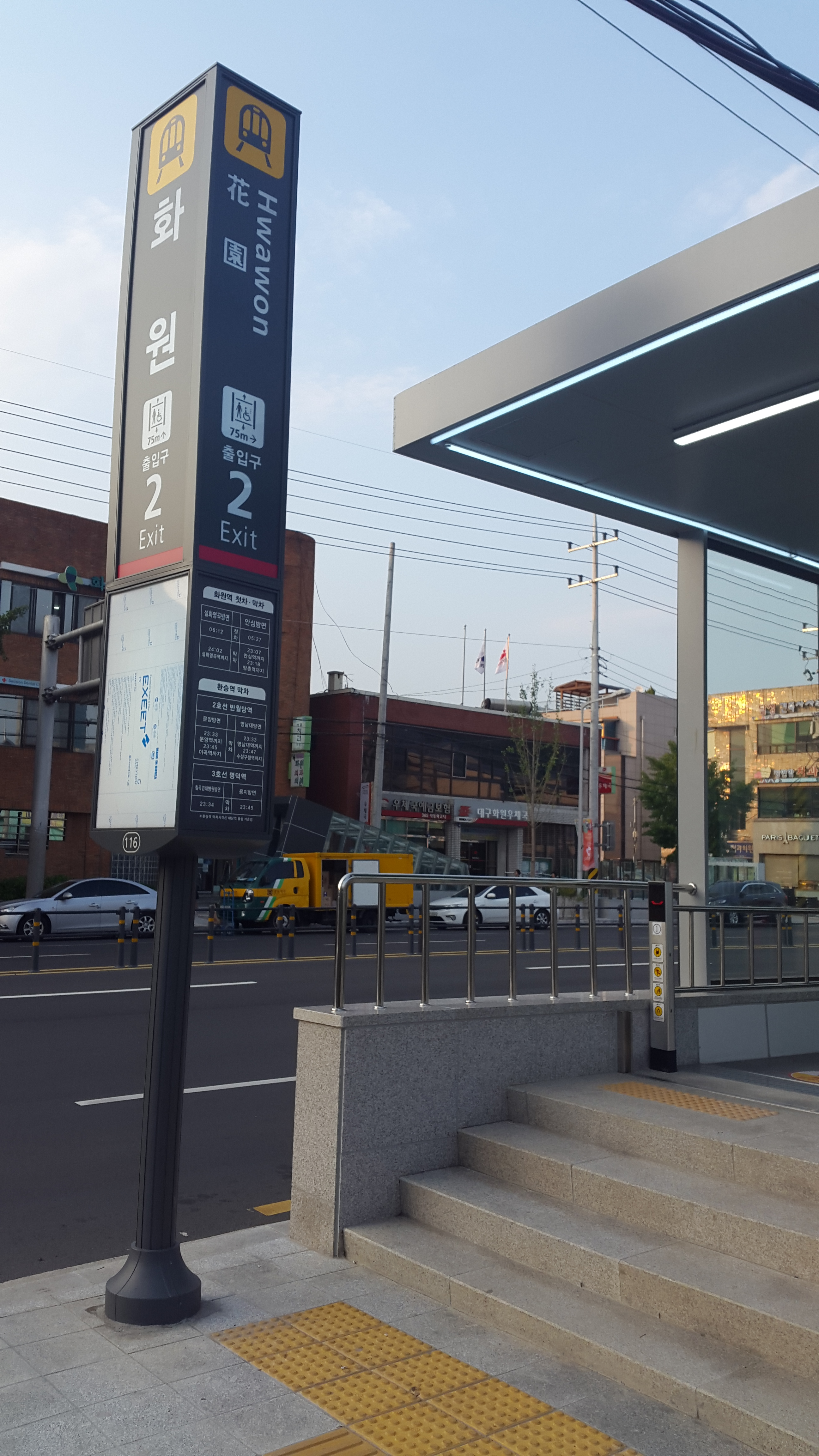
2号出口
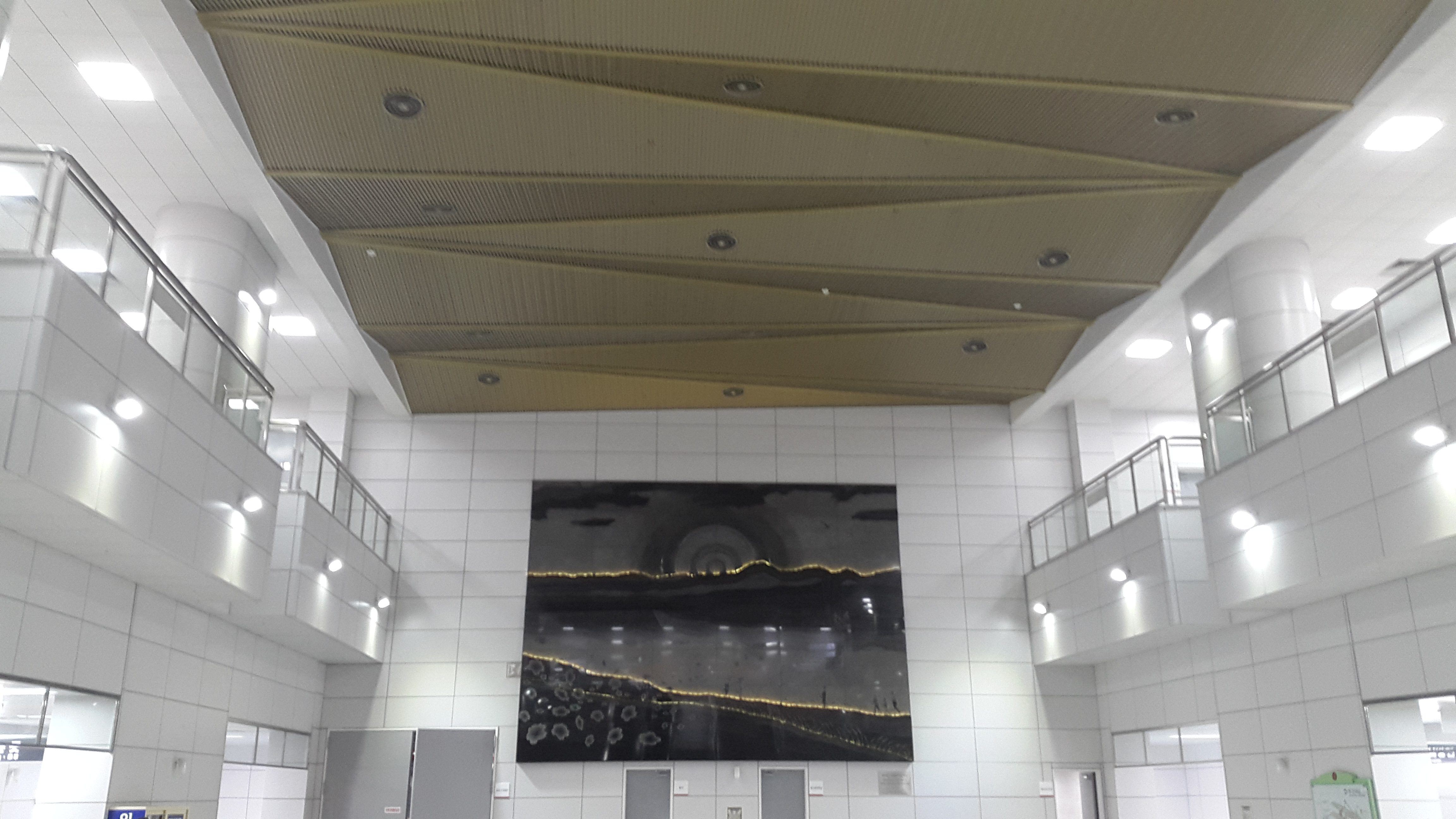
コンコースのパブリックアート

## 駅周辺
- 達城郡花園邑川内里
- 達城郡花園邑九羅里
- 花園邑事務所
- 大邱花園初等学校（朝鮮語版）
- 大邱川内初等学校（朝鮮語版）
- 川内中学校（朝鮮語版）
- 大元高等学校 (大邱広域市)（朝鮮語版）
- 花園郵便局
- 花園総合市場
- 花園太王リーダーズアパート
- 達成地域児童センター
- 川内宝城タウン
- 革新アパート
- 友邦住宅川内マンション
- 川内エデンタウン
- 川内ピョングァンタウン2次アパート
- 嶺南マンション
- 漢南中美容情報高校
- ピョングァン現代アパート
- 大邱花南初等学校（朝鮮語版）
- 大邱花東初等学校（朝鮮語版）
- 花園中学校 (大邱広域市)（朝鮮語版）

## 歴史
- 2016年
  - 6月30日 - 竣工[1]。
  - 9月8日 - 開業[2]。

## 隣の駅
大邱交通公社
●1号線
舌化椧谷駅（115） - 花園駅（116） - 大谷駅（117）